# Rio Peperi-Guaçu
Le rio Peperi-Guaçu (ou encore en espagnol : río Pepirí Guazú) est une rivière brésilienne de l'ouest de l'État de Santa Catarina.

## Géographie
Il naît dans l'extrême ouest de l'État et se dirige vers le sud.
Il marque une portion de la frontière entre le Brésil et l'Argentine depuis 1895 et le règlement de la question de Palmas.
Son confluent avec le rio Uruguai se situe au point de rencontre entre les frontières de l'Argentine et des États brésiliens de Santa Catarina et du Rio Grande do Sul.